# Foveosa infuscata
Foveosa infuscata là một loài nhện trong họ Lycosidae.
Loài này thuộc chi Foveosa. Foveosa infuscata được Anthony Russell-Smith, Mark Alderweireldt & Rudy Jocqué miêu tả năm 2007.